# Peratodonta olivacea
Peratodonta olivacea är en fjärilsart som beskrevs av M.Gaede 1928. Peratodonta olivacea ingår i släktet Peratodonta och familjen tandspinnare. Inga underarter finns listade i Catalogue of Life.